# Sindrome da fallimento chirurgico spinale
La sindrome da fallimento chirurgico spinale o sindrome post-laminectomia (FBS, Failed Back Syndrome), è un quadro clinico di dolore neuropatico cronico che fa seguito a uno o più interventi chirurgici sul rachide (laminectomia), i quali avevano proprio lo scopo di aggredire, eliminandola, la causa di quel dolore. Essa si può verificare sia a livello cervicale, sia toracico che dorsale.
Questa sindrome spesso provoca inabilità lavorativa con frequente disturbo depressivo associato; ciò con tassi di ritorno al lavoro che variano dal 26% al 36%, mentre i tassi di reintervento vanno dal 22% al 27%. Inoltre, si è osservato parallelamente un alto consumo ed uso di farmaci analgesici, anche maggiori (oppioidi), fino a due anni dopo l'intervento.

## Cause

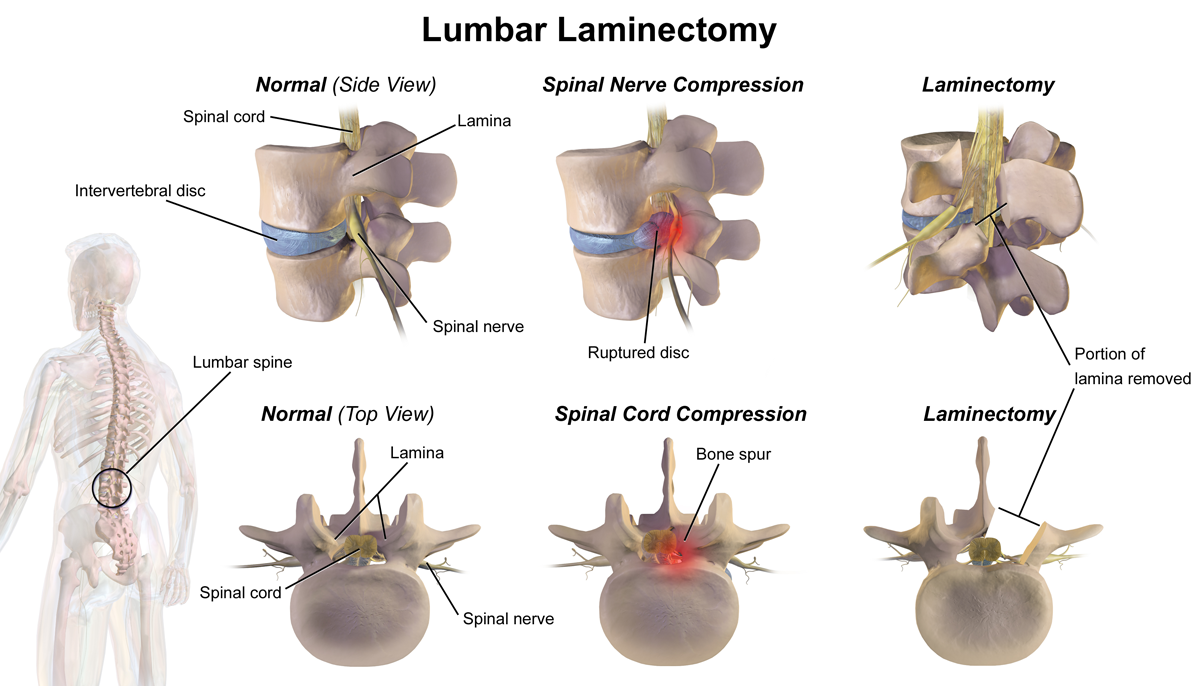
Laminectomia

Recidiva della patologia che aveva condotto all'intervento di ernia discale talvolta per la presenza di un residuo di materiale discale (in caso di ernia).
Tra le cause più frequenti:
- Instabilità rachidea.
- Stenosi secondaria segmentale o ai metameri contigui.
- Fibrosi cicatriziale con briglia aderenziale che serra il tessuto nervoso altrimenti detta sindrome aderenziale peridurale.
- Inappropriata diagnosi.

## Terapie
I trattamenti conseguenti alla sindrome post-laminectomia includono la terapia fisica, le tecniche chiropratiche, la stimolazione neuromuscolare con stimolazione elettrica, i blocchi nervosi minori, la stimolazione nervosa elettrica transcutanea (TENS), la medicina comportamentale, i FANS  anti-infiammatori non steroidei, uso di farmaci stabilizzatori di membrana, gli antidepressivi, la stimolazione del midollo spinale, e l'uso di pompa di morfina intratecale.
L'uso di iniezioni epidurali di steroidi può essere minimamente utile in alcuni casi.
L'uso di terapie con anti-infiammatori anti-TNF è oggetto attualmente di indagine.